# Tres D
Tres D es una película argentina, realizada en el año 2013 y dirigida por Rosendo Ruiz. Fue estrenada el 9 de octubre de 2014.

## Sinopsis
Durante la tercera edición del Festival Internacional de Cine Independiente de Cosquín, Matías y Mica, entrarán en contacto con realizadores y personas de la industria cinematográfica local, y lentamente se irán sumergiendo en el pequeño mundo cinéfilo que emerge en esos tres días. Una tímida pero tierna historia de amor, comenzará a vislumbrarse entre los dos. Tres D habla del cine dentro del cine con guiños internos y la valiosa participación testimonial de los realizadores José Celestino Campusano, Niolás Prividera y Gustavo Fontán.

## Elenco
- "Matías" interpretado por Matías Ludueña.
- "Mica" interpretado por Micaela Ritacco.
- "Lorena" interpretado por Lorena Cavicchia.
- "Gustavo" interpretado por Eduardo Leyrado.

## Equipo técnico
- Guion y dirección: Rosendo Ruiz
- Asistente de dirección: Luciano Giletta
- Director de fotografía: Pablo González Galetto
- Cámara: Pablo González Galetto, Marcos Crapa
- Directoras de arte: Julia Pesce, Carolina Bravo
- Director de sonido: Atilio Sánchez
- Producción: Inés Moyano, Carla Briasco, Florencia Bastida
- Montaje: Ramiro Sonzini, Rosendo Ruiz, Leandro Naranjo
- Registro documental y entrevistas: Alejandro Cozza, Marcos Crapa
- Música original: MCTP (Martínez y los Campos Torres Palacios)

## Premios y festivales
| Festival                                                | Año  | Categoría            |
| ------------------------------------------------------- | ---- | -------------------- |
| Festival Internacional de Cine de Róterdam              | 2014 | Bright Future        |
| BAFICI                                                  | 2014 | Competencia Nacional |
| Festival Internacional de Cine Independiente de Cosquín | 2014 | Proyección apertura  |